# 칸차노
칸차노(이탈리아어: Canzano)는 이탈리아 아브루초주 테라모도에 위치한 코무네다.